# Nilakantha
Genre
Nilakantha est un genre d'araignées aranéomorphes de la famille des Salticidae.

## Distribution
Les espèces de ce genre se rencontrent aux Antilles et au Panama.

## Liste des espèces
Selon World Spider Catalog (version 18.0, 27/04/2017) :
- Nilakantha cockerelli Peckham & Peckham, 1901
- Nilakantha crucifera (F. O. Pickard-Cambridge, 1901)
- Nilakantha inerma (Bryant, 1940)
- Nilakantha peckhami Bryant, 1940

Selon The World Spider Catalog (version 17.5, 2017) :
- †Nilakantha beugelorum (Wolff, 1990)

## Publication originale
- Peckham & Peckham, 1901 : On spiders of the family Attidae found in Jamaica. Proceedings of the Zoological Society of London, vol. 1901, no 2, p. 6-16 (texte intégral).